# 依莫合乡
依莫合乡，是中华人民共和国四川省凉山彝族自治州金阳县曾经下辖的一个乡。2021年1月12日，撤销依莫合乡，原依莫合乡古梯村、吉辅村所属行政区域为南瓦镇的行政区域；堵日洛村所属行政区域为百草坡镇的行政区域。

## 行政区划
依莫合乡撤销前下辖以下地区：
古梯村、吉辅村和堵日洛村。